# 12281 Chaumont
A 12281 Chaumont (ideiglenes jelöléssel 1990 WA5) a Naprendszer kisbolygóövében található aszteroida. Eric Walter Elst fedezte fel 1990. november 16-án.